# Speedway (1968)
Speedway is een Amerikaanse muziekfilm uit 1968 onder regie van Norman Taurog.

## Verhaal
Steve Grayson is een vrijgevige autocoureur met een hart van goud. Hij staat altijd klaar om zijn vrienden uit de nood te helpen. Steve komt zelf in de problemen, wanneer de belastingcontroleur Susan Hacks zijn pad kruist.

## Rolverdeling
| Acteur                  | Personage        |
| ----------------------- | ---------------- |
| Elvis Presley           | Steve Grayson    |
| Nancy Sinatra           | Susan Jacks      |
| Bill Bixby              | Kenny Donford    |
| Gale Gordon             | R.W. Hepworth    |
| William Schallert       | Abel Esterlake   |
| Victoria Paige Meyerink | Ellie Esterlake  |
| Ross Hagen              | Paul Dado        |
| Carl Ballantine         | Birdie Kebner    |
| Poncie Ponce            | Juan Medala      |
| Harry Hickox            | Kok              |
| Christopher West        | Billie Jo        |
| Beverly Powers          | Mary Ann Ashmond |
| Richard Petty           | Richard Petty    |
| Buddy Baker             | Buddy Baker      |
| Cale Yarborough         | Carle Yarborough |
| Dick Hutcherson         | Dick Hutcherson  |
| Tiny Lund               | Tiny Lund        |
| G.C. Spencer            | G.C. Spencer     |
| Roy Mayne               | Roy Mayne        |
| Harper Carter           | Ted Simmons      |
| Bob Harris              | Lloyd Meadows    |
| Michele Newman          | Debbie           |
| Courtney Brown          | Carrie           |
| Dana Brown              | Billie           |
| Patti Jean Keith        | Annie            |
| Carl Reindel            | Mike             |
| Gari Hardy              | Dom blondje      |
| Charlotte Stewart       | Lori             |
| Sandy Reed              | Omroeper         |